# دوایت فیلیپس
 دوایت فیلیپس (انگلیسی: Dwight Phillips؛ زادهٔ ۱ اکتبر ۱۹۷۷) یک ورزشکار اهل ایالات متحده آمریکا است.